# ジグザグ (企業)
株式会社ジグザグ（英称：zig-zag,Inc）は、東京都渋谷区に本社を置き、越境EC支援サービスを主な事業とする日本の企業。

## 概要
国境を気にせず安心・安全・簡単・自由にショッピング、販売ができるよう購入者、販売者双方を支援する越境EC支援を行う。提供サービスは主にふたつあり、専用タグを一行挿入するだけで多言語対応カートを自動表示させて、最短１日から日本のECサイトのまま海外販売対応が実現できる『WorldShopping BIZ』と、海外在住者向けに購入代行を行う『WorldShopping』を提供している。

## 沿革
2015年
- 6月 - EC事業者の海外販売対応を支援するショッピングカート、購入代行＆発送代行まで一気通貫で提供する越境EC支援サービスを事業主体として設立
- 7月 - 資本金増資
- 8月 - 第三者割当増資

2016年
- 4月 - 商品ページの自動翻訳と多言語検索を実現する『WorldShopping BIZスタンダード』サービス開始
- 11月 - 第三者割当増資

2017年
- 4月 - 特許6132379号 「ECの海外への提供を支援するための方法、そのためのプログラム、及びサーバ」を取得
- 8月 - 世界125か国に向けた海外販売対応を、タグ設置のみで実現する『WorldShopping BIZチェックアウト』サービス開始

2018年
- 8月 - 第三者割当増資
- 8月 - 『WorldShopping BIZチェックアウト』に、オプション機能として「不正決済防止機能（セキュアペイメント）」をリリース。不正決済リスクをはらむ海外アクセスを『WorldShopping BIZチェックアウト』のショッピングカートに振り分けてEC事業者の不正決済被害を防止

2019年
- 2月 - Rakuten Marketing LLCグループと業務提携。『WorldShoppingBIZ』を活用した「越境ECアフィリエイト」を独占的に提供開始
- 4月 - KOLマーケティング事業開始。微博などで活躍する秋山燿平がアンバサダーに就任。日本企業の海外集客・プロモーションをサポート
- 5月 - 『カラーミーショップ アプリストア』向けに 世界125カ国対応の『WorldShoppingBIZ for カラーミーショップ』を提供開始
- 5月 - 新任取締役として今西隆幸、木村寿人、新任監査役として佐々木義孝が就任
- 7月 - 『カラーミーショップ アプリストア』向け越境ECアプリ『WorldShopping BIZ for カラーミーショップ』、 サービス提供開始から２カ月で100店舗突破
- 7月 - 『WorldShopping BIZ』とSaaS型ECサイト構築プラットフォーム『futureshop』が 越境ECワンストップサービスの連携を開始

2020年
- 1月 - 新任取締役（セールス・マーケティング管掌）として鈴木賢が就任
- 2月 - 越境ECサービス「WorldShopping BIZ」導入ショップが400サイトを突破
- 2月 - ICCサミット FUKUOKA 2020「スタートアップ・カタパルト」で3位入賞
- 3月 - レスポンシブECサイト構築「aishipR」と越境ECサービス「WorldShopping BIZ」が連携
- 3月 - サイト内検索エンジン「ZETA SEARCH」と越境ECサービス「WorldShopping BIZ」が連携
- 4月 - 「WorldShopping BIZ」が海外不正決済被害を防止 ～400件以上（6600万円相当）の海外不正決済を全て排除
- 4月 - EC向け画像認識AIサービス「popIn Action」と越境ECサービス「WorldShopping BIZ」が連携し、 国内通販サイト向けの越境ECソリューションを開始
- 6月 - 創業5周年
- 7月 - 日本初！越境EC支援「WorldShopping BIZ」と決済サービス「Amazon Pay」が協業
- 7月 - シリーズAラウンドにてモバイル・インターネットキャピタルおよび金融機関より総額約3億円の資金調達
- 7月 - 福井銀行と越境EC支援でパートナーシップ連携
- 9月 - ICCサミット KYOTO 2020「カタパルト・グランプリ」に参加
- 11月 - 「WorldShopping BIZ」が海外不正決済被害を防止 ～1200件超（7400万円相当）の海外不正決済を全て排除
- 12月 - 新任取締役として松本浩介が就任
- 12月 - 中小企業庁「JAPANブランド育成支援等事業」協力団体に選ばれる（事務局・ジェイアール東日本企画と共に採択企業の越境EC対応をサポート）

2021年
- 2月 - ⽇本経済新聞社主催「第2回 スタ★アトピッチJapan」決勝⼤会にてグランプリ受賞
- 2月 - 中小機構主催「EC Campオンライン2020（2月8日～19日開催）」に出展
- 2月 - 渋谷区の産官学連携スタートアップエコシステム 「Shibuya Startup Deck」に参画
- 3月 - 「WorldShopping BIZ」利用ECサイト数1,000ショップ突破
- 3月 - スタートアップ登竜門のピッチイベント「IVS LAUNCHPAD」で3位入賞
- 8月 - 特許第6925762号「ECの海外への提供を支援するための方法及びプログラム並びにそれを用いる装置」を取得
- 9月 - 国際eパケットの利用開始と国際配送料シミュレーション機能をリリース
- 11月 - 東京都主催の世界発信コンペティション2021で「優秀賞」受賞

2025年
- 3月 - 東京証券取引所グロース市場に上場[1]

## 加盟団体
- 独立行政法人中小企業基盤整備機構　越境EC委員
- 独立行政法人中小企業基盤整備機構　EC・IT活用支援パートナー企業
- 一般社団法人 中小・地方・成長企業のためのネット利活用による販路開拓協議会（ネッパン協議会）会員